# Eleccions legislatives franceses de 1978
Les eleccions legislatives franceses de la sisena legislatura de la Cinquena República es van celebrar els dies 12 i 19 de març de 1978.
| Partits                                        | Partits                              | Sigles | Vots (1a volta) | % (1a volta) | Escons (2a volta) |
| ---------------------------------------------- | ------------------------------------ | ------ | --------------- | ------------ | ----------------- |
|                                                | Reagrupament per la República        | RPR    | 6.462.462       | 22.6         | 148               |
|                                                | Unió per a la Democràcia Francesa    | UDF    | 6.128.849       | 21.5         | 137               |
|                                                | Divers droite                        | DVD    | 684.985         | 2.4          | 6                 |
|                                                | Total "Majoria presidencial" (dreta) |        | 13.276.296      | 46.5         | 291               |
|                                                | Partit Socialista                    | PS     | 6.451.151       | 22.6         | 103               |
|                                                | Partit Comunista Francès             | PCF    | 5.870.402       | 20.5         | 86                |
|                                                | Moviment dels Radicals d'Esquerra    | MRG    | 603.932         | 2.1          | 10                |
|                                                | Partit Socialista Unificat           | PSU    | 348.527         | 1.2          | 1                 |
|                                                | Totale "Unió de l'Esquerra"          |        | 13.274.012      | 46.5         | 200               |
|                                                | Divers gauche                        |        | 710.531         | 2.9          | -                 |
|                                                | Ecologistes                          | ECO    | 621.100         | 2.1          | -                 |
|                                                | Extrema Esquerra                     |        | 604.561         | 2.1          | -                 |
|                                                | Front Nacional                       | FN     | 82.743          | 0.3          | -                 |
|                                                | Total                                |        | 28.569.243      | 100          | 491               |
| Abstensions: 17,2% (1a volta); 15.3 (2a volta) |                                      |        |                 |              |                   |

## Grups parlamentaris
| Grup | Grup            | Membres | Integrats | Total |
| ---- | --------------- | ------- | --------- | ----- |
|      | Grup RPR        | 143     | 11        | 154   |
|      | Grup UDF        | 108     | 15        | 123   |
|      | Grup socialista | 102     | 11        | 113   |
|      | Grup comunista  | 86      | 0         | 86    |
|      | No Inscrits     | 15      | 0         | 15    |
|      | Total:          | 454     | 37        | 491   |

## Diputats per laCatalunya del Nord
- 1a Circumscripció – Paul Alduy (UDF)
- 2a Circumscripció – André Tourné (PCF)